# David Brown (remer)
David Brown   (Walnut Creek, 16 de maig de 1928 - Talent, 14 d'agost de 2004) fou un remer estatunidenc que va competir durant la dècada de 1940.
El 1948 va prendre part en els Jocs Olímpics de Londres, on guanyà la medalla d'or en la prova del vuit amb timoner del programa de rem.